# (26284) Johnspahn
(26284) Johnspahn est un astéroïde de la ceinture principale découvert en 1998.

## Description
(26284) Johnspahn a été découvert le 17 septembre 1998 à la station Anderson Mesa, un des deux sites d'observation de observatoire Lowell (Arizona (États-Unis), par le programme Lowell Observatory Near-Earth-Object Search (LONEOS).

### Caractéristiques orbitales
L'orbite de cet astéroïde est caractérisée par un demi-grand axe de 2,41 UA, un périhélie de 2,22 UA, une excentricité de 0,08 et une inclinaison de 7,20° par rapport à l'écliptique. Du fait de ces caractéristiques, à savoir un demi-grand axe compris entre 2 et 3,2 UA et un périhélie supérieur à 1,666 UA, il est classé, selon la JPL Small-Body Database, comme objet de la ceinture principale.

### Caractéristiques physiques
(26284) Johnspahn a une magnitude absolue (H) de 14,8 et un albédo estimé à 0,259.